# Det Norske Veritas
Det Norske Veritas ou DNV é uma fundação norueguesa autônoma e independente fundada em 1864. Junto com a Lloyd's Register e a American Bureau of Shipping, a DNV é uma das três maiores sociedades classificadoras de navios e plataformas de petróleo do mundo. Possui 300 escritórios em mais de 100 países.
No Brasil possui escritórios no Rio de Janeiro, São Paulo, Salvador, Macaé e Caxias do Sul, atuando nos seguintes segmentos:
- Marítima

- Óleo & gás e energia

- Petroquímica

- Aeroespacial

- Automotiva

- Financeira

- Alimentos e bebidas

- Assistência médica

- TI e telecomunicações